# Peckia trejosi
Peckia trejosi är en tvåvingeart som först beskrevs av Guilherme A.M.Lopes 1955.  Peckia trejosi ingår i släktet Peckia och familjen köttflugor.
Artens utbredningsområde är Costa Rica. Inga underarter finns listade i Catalogue of Life.